# أيلنط باسق
لسان الطير الأيلنط الباسق أو الإيلنطس  ويعرف أيضاً باسم شجرة السماء أو شجرة الله (الاسم العلمي: Ailanthus altissima) (بالإنجليزية: tree of heaven)‏ ويسمى بالصينية تشوشون (بالصينية:臭椿) أي حرفياً «شجرة تنبعث منها روائح كريهة»، هو نوع نباتي عبارة عن شجرة نفضية تتبع جنس الأيلنط من الفصيلة السيماروبية. ويعرف هذا الشجر ببعض أنحاء لبنان وسوريا بالأزدرخت الصيني أو الزنزرخت الصيني.
موطنه الأصلي في شمال شرق ووسط الصين وتايوان، وخلافاً لغيرها من أعضاء جنس الإيلنط فإنها تتواجد في المناخات المعتدلة بدلاً من المناطق المدارية. الشجرة تنمو بسرعة وقادرة على الوصول إلى ارتفاع 15 متراً (49 قدم) في 25 عاماً. وعلى الرغم من ذلك، فإن هذع النوع لا يعمّر طويلاً ونادراً ما يعيش أكثر من 50 عاماً. الأيلنط الباسق له تاريخ طويل وغني في الصين، وقد ذكر ذلك في أقدم قاموس صيني موجود وأدرج في عدد لا يحصى من النصوص الطبية الصينية لقدرته المزعومة في علاج الأمراض المختلفة من الأمراض العقلية إلى الصلع. جذور وأوراق ولحاء هذا النبات لا تزال تستخدم حتى اليوم في الطب الصيني التقليدي، في المقام الأول كمادة قابضة. وقد نمت الشجرة على نطاق واسع في الصين وخارجها باعتبارها موئلاً مضيفاً لفراشة الأيلنط الحريرية (الاسم العلمي: Samia cynthia) (بالإنجليزية: Ailanthus silkmoth)‏ وهي عثة منتجة للحرير. وأصبح الإيلنط جزءاً من الثقافة الغربية أيضاً حيث مثّلت هذه الشجرة عامل الاستعارة المركزي وموضوع الرواية الأمريكية الأكثر مبيعاً شجرة تنبت في بروكلين للكاتبة بيتي سميث.
تم جلب أول شجرة من الصين إلى أوروبا في 1740 وإلى الولايات المتحدة في 1784. وكانت واحدة من أولى الأشجار التي استجلبت إلى أوروبا الغربية خلال الوقت الذي كان يهيمن فيه طراز الفن الصيني (بالإنجليزية: chinoiserie)‏ على الفنون الأوروبية واعتبر في البداية كعنصر جيد في لحديقة جميلة. ولكن سرعان ما تضائل الحماس لهذه الشجرة بعد أن أصبح المزارعون على معرفة بطريقة نموها السرطانية ورائحتها الكريهة. وعلى الرغم من هذا، بقيت هذه الشجرة تستخدم على نطاق واسع مثل لتشجير الشوارع خلال جزء كبير من القرن التاسع عشر. بالإضافة لأوروبا والولايات المتحدة، انتشرت إلى العديد من المناطق الأخرى خارج النطاق الأصلي الخاص بها. وتم اعتبار هذا الشجر كنوع غازي في عدد من هذه المناطق نظراً لقدرته على حد سواء على استعمار المناطق المضطربة بسرعة، بما في ذلك مناطق من الأنقاض في أفغانستان التي مزقتها الحرب، وعلى قمع المنافسة مع مواد التضاد البيوكيميائي. وتعتبر فهو يعتبر من النباتات الضارة في أستراليا والولايات المتحدة ونيوزيلندا وعدة بلدان في جنوب وشرق أوروبا. وقدرة هذا النبات على النمو بقوة عندما قطعه يجعل القضاء عليه صعباً ويستغرق وقتاً طويلاً. حصل هذا النبات على ألقاب ساخرة في كثير من المناطق الحضرية مثل «غيتو النخيل» و«الشجرة النتنة» و«شجرة جهنم».

## الوصف

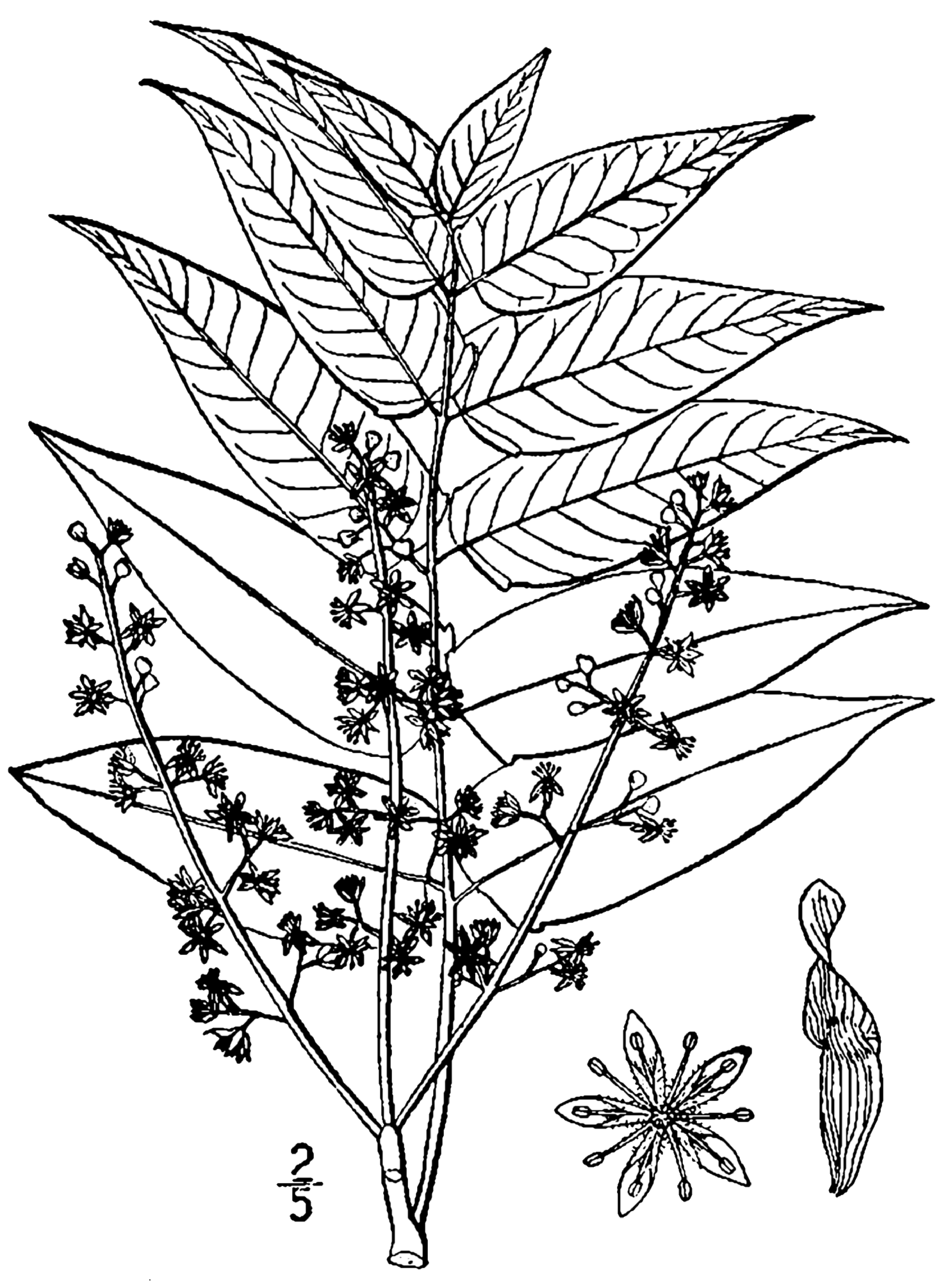
رسم نباتي للأوراق والزهور بريتون وبراون من الدليل المصور للنباتات ولايات الشمال وكندا 1913

الإيلنط الباسق هو شجر متسط الحجم يمكن أن يصل طوله ما بين 17 و 27 متراً (56 و 90 قدم) مع قطر 1 متر (40 إنش) عند مستوى الصدر. اللحاء رمادي ناعم وخفيف، وغالبا ما يصبح أكثر خشونة إلى حد ما مع ظهور شقوق ملفوحة مع زيادة عمر الشجرة. الأغصان متنية وممتلئة ناعمة ولكن زغبية قليلاً وذات لون محمرّ أو كستنائي ولديها عديسات وكذلك ندوب أوراق على شكل قلب (أي الندبة التي تترك على الغصين بعد سقوط الورقة) مع العديد من الندوب الحزمية (أي علامات صغيرة حيث عروق الورقة كانت متصلة إلى شجرة) حول الحواف. البراعم زغبية دقيقة على شكل قبة ومخبأة جزئياً وراء السويقة على الرغم من أنها تكون مكشوفة تماماً في موسم السكون في جيوب الندوب الورقية  فروع الأغصان خفيفة ورمادية داكنة اللون على نحو سلس ولامع وتحتوي على عديسات تصبح شقوقاً مع التقدم في السن. نهايات الفروع تصبح متدلية. جميع أجزاء النبات لها رائحة قوية مميزة التي غالباً ما يتم تشبيها بالفول السوداني والكاجو، أو الكاجو المتعفن.
الأوراق كبيرة، مفردة أو زوجية ريشية، مرتبة بالتناوب على الجذع. وهي تتراوح في حجمها من 30 إلى 90 سم (0,98 حتي 3,0 قدم) في الطول، وتحتوي على 10-41 وريقة منظمة في أزواج. والجذع الأساسي هو من فاتح إلى أخضر محمر مع وجود قاعدة منتفخة لوريقات هي بيضوية سنانية الشكل مع هوامش كامل وغير المتماثلة إلى حدٍّ ما وأحيانا غير متعاكسة.
يتراوح طول كل وريقة من 5 إلى 18 سم (2,0-7,1 في) وعرضها من 2٫5 إلى 5 سم (0,98 حتي 2,0 في) ولديها نهاية مستدقة طويلة، في حين أن قاعدة لديها 2 إلى 4 أسنان كل منها يحتوي على غدة واحدة أو أكثر في الطرف. الجزء العلوي من الوريقة هو أخضر داكن اللون مع عروق خضراء فاتحة في حين أن الجزء السفلي هو أخضر مبيض. طول العنيقات يتراوح من 5 إلى 12 ملم (0,20-0,47 في). [5] القواعد الفصية والغدد في وريقات الأيلنط الباسق هي التي تمييزه عن الأنواع السماق المشابهة.
|                                  |  |  |
| Bark and flowers of A. altissima |  |  |

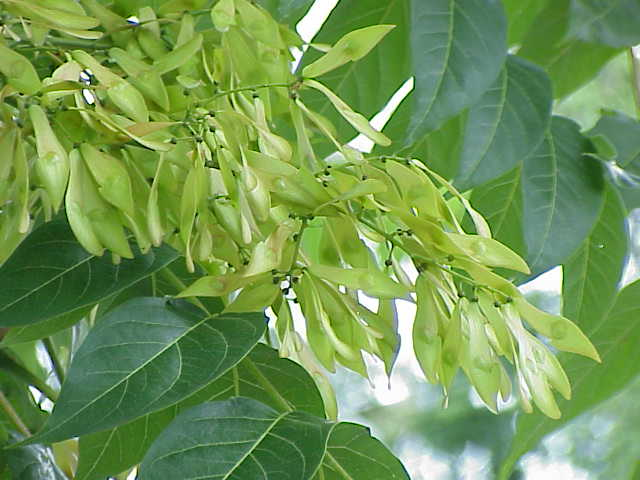
Immature seeds on a female tree.

الزهور صغيرة وتظهر في عناقيد كبيرة تصل إلى 50 سم (20 بوصة) في الطول في نهاية الأغصان الجديدة. الزهور الفردية هي خضراء مصفرة إلى محمرة في اللون ولكل منها خمس بتلات وكأسية. والكأسية هي على شكل كوب ومفصصة ومتحدة في حين أن البتلات هي صمامية (أي تجتمع على حواف دون تداخل) وبيضاء ومشعرة نحو الداخل.
تبدأ الزهور بالظهور في منتصف أبريل في المجال الجنوبي لنمو الأيلنط الباسق في حين إلى تبدأ في يوليو في المجال الشمالي. الأيلنط الباسق هو ثنائي الجنس حيث تحمل الزهور من الذكور والإناث على أشجار (أفراد) مختلفة. أشجار الذكور تنتج ثلاث إلى أربع مرات من تلك التي تحمل الزهور الإناث مما يجعل من أشجار الزهور الذكور أكثر وضوحا. وعلاوة على ذلك، والأشجار التي تحمل الزهور المذكرة تبعث رائحة كريهة حين الإزهار لجذب الحشرات الملقحة. الزهور الإناث تحتوي على عشرة (أو نادرا خمسة من خلال الإجهاض) أسديات عقيمة (stamenoides) مع المتك على شكل قلب. وتتكون المدقة من خمسة كربلات حرة (أي غير ملتحمة) تحتوي كل منها على بويضة واحدة. المتاع الزهرة متحد ونحيل مع الميسَم على شكل نجمة.
الزهور المذكرة متشابهة في المظهر، ولكنها بالطبع تفتقر إلى المدقة والسداة، وهي متوجة بمتك كروي وقرص أخضر غدي. الأشجار الإناث تحمل البذور التي لها قطر 5 ملم ومغلفة في سمارة ذات 2٫5 سم (1 إنش) طول و 1 سم (0.39 إنش) عرض، وتظهر ابتداء من شهر يوليو حتى أغسطس، ولكن يمكن أن تبقى على الشجرة حتى الربيع المقبل.
والسمارة كبيرة وملتوية عند الأطراف مما يجعلها تدور عندما تقع مما يساعد في عملية انتشار البذور أو انتثار البذور عبر عامل تشتيت الرياح anemochory ،  ويمكنها من الطفو مما يساعد في عملية انتشار البذور لمسافات طويلة عبر عامل تشتيت المياه hydrochory . الأشجار الإناث يمكن أن تنتج كميات هائلة من البذور، وعادة حوالي 30,000 لكل كيلوغرام (14,000 / رطل) من الشجرة،  ويمكن تقدير الخصوبة بطريقة غير مدمرة من خلال قياس القطر عند مستوى الصدر DBH.

## تصنيف
أول وصف لهذه الشجرة وضع بُعيد دخولها إلى أوروبا على يد اليسوعي الفرنسي بيير نيكولا دانكارفيل، والذي أرسل بذوراً من بكين عبر سيبيريا إلى صديقه عالم النبات برنار دو جوسيو في عام 1740. كان من المعتقد أن البذور التي بعث بها دانكرفيل أن تكون لشجرة هامة اقتصادياً ومماثلة لشجرة الورنيش الصينية (الاسم العلمي:  Toxicodendron vernicifluum) ، التي كان قد لوحظ وجودها في منطقة يانغتسي، وليس شجرة السماء. وقد علق دانكرفيل مذكرة مع البذور توضح هذا مما سبب الكثير من الارتباك التصنيفي على مدى العقود القليلة التي تلت. في 1751، زرع جوسيه حبات قليلة في فرنسا وأرسل البذور الأخرى إلى فيليب ميلر، المشرف على حديقة تشيلسي، وفيليب سي ويب، مالك حديقة النباتات الغريبة في باسبريدج في إنجلترا. بدأ الارتباك في التسمية عندما وصفت الشجرة من قبل جميع الرجال الثلاثة من خلال ثلاثة أسماء مختلفة. في باريس، أعطى لينيوس النبات اسم أحد أنواع السماق (الاسم العلمي: Rhus succedanea)، في حين أنه كانت الشجرة معروفة عموما باسم شجرة الورنيش اليابانية الكبيرة (بالإنجليزية:  grand vernis du Japon)‏. في لندن سميت العينات من قبل ميلر (الاسم العلمي: Toxicodendron altissima) وفي باسبريدج سميت حسب نظام التصنيف القديم كأحد أنواع السماق (الاسم العلمي: Rhus Sinese foliis alatis). هناك سجلات موجودة من 1750 حول الخلافات حول الاسم الصحيح بين فيليب ميلر وجون إليس، أمين حديقة ويب في باسبريدج. بدلاً من حل المشكلة، سرعان ما ظهرت أسماء أكثر لنفس النبات إذا لاحظ جاكوب فريدريش إيرهارت عينة في أوترخت عام 1782 وأطلق عليها اسم كنوع السماق (الاسم العلمي: Rhus cacodendron).

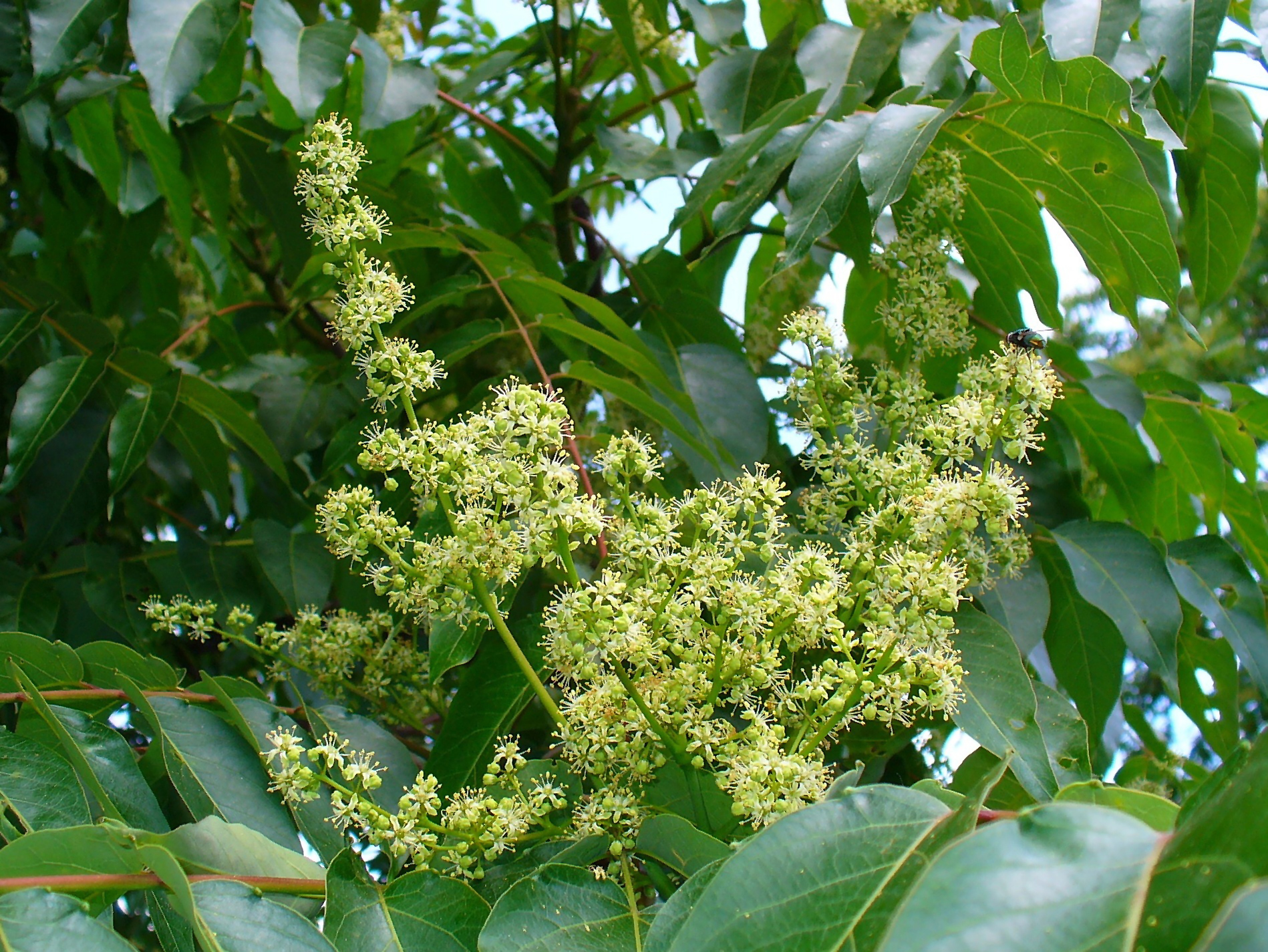
زهرة أيلنط باسق مذكرة

تم تسليط الضوء على الحالة التصنيفية للأيلنط الباسق في العام 1788 عندما لاحظ رينيه لويش ديفونتين سمارة إحدى عينات باريس التي كانت لا تزال تسمى كنوع للسماق (الاسم العلمي: Rhus succedanea)، وخلص إلى أن هذا النبات ليس سماقاً. وقد نشر مقالاً مع وصف للنبات وأسماه الأيلنط الغدي (الاسم العلمي: Ailanthus glandulosa) ووضعه في نفس الجنس بوصفه من الأنواع الاستوائية المعروفة آنذاك باسم الإيلنط المتكامل الأوراق (الاسم العلمي: Ailanthus integrifolia) (السريس الأبيض الآن أيلنط ثلاثي (الاسم العلمي: Ailanthus triphysa)).
الاسم العلمي Ailanthus مشتق من الكلمة الأمبونية (الاسم العلمي: Ambonese) أيلنطو ailanto ومعناها «شجرة السماء» أو «شجرة التي تصل إلى السماء». والكلمة المحددة (باللاتينية: glandulosa) وتعني غدية تشير إلى الغدد على الأوراق والتي استمر استعمالها حتى وقت متأخر من عام 1957، ولكنها اعتبرت في نهاية المطاف اسم نوع غير صالح كمجانس. اسم النوع الحالي وضعه والتر ت. سوينغل الذي كان في وزارة الزراعة الأمريكية. وقال إنه قرر نقل نعت قديم لميلر واستخدمه على أسم الجنس الذي أقترحه ديفونتين (أي الأيلنط)، مما أدى إلى الاسم المقبول الأيلنط الباسق (الاسم العلمي: Ailanthus altissima).
كلمة Altissima اللاتينية تعني «أطول» أو «باسق» أو «متسامي»،  وتشير إلى أين يمكن أن تصل أحجام وارتفاعات الشجرة. ويشار في بعض الأحيان إلى نبات الأيلنط الباسق بشكل غير صحيح باستخدام النعوت المحددة للأنواع في صيغة المذكر باللاتينية (glandulosus أو altissimus)، والتي هي غير صحيحة حيث أن غالباً تكون الأسماء النباتية على نفس صيغة الأسماء الكلاسيكية اللاتينية المؤنثة، ويعامل معظم أسماء النبات كمؤنث.
هناك ثلاثة ضروب من الأيلنط الباسق:
- الأيلنط الباسق ضرب الباسق هو ضرب أصلي في البر الرئيسى للصين.
- الأيلنط الباسق ضرب تاناكيه هو ضرب متوطن في مرتفعات شمال تايوان. ويختلف عن النوع النموذجي في وجود اللحاء المصفر والأوراق الفردية الريشية الشكل التي هي أيضا أقصر بمتوسط طول من 45-60 سم (18-24 بوصة) مع فقط 13-25 وريقة منجلية.[19][20][21] تم إدراج هذا الضرب ضمن القائمة الحمراء IUCN للأنواع المهددة بسبب فقدان الموئل من أجل البناء والصناعة والمزارع.[22]
- الأيلنط الباسق ضرب ستشواني هو ضرب يختلف في وجود أفرع حمر.[19][20]

## التوزيع والموائل
هذا النبات واطن وأصلي في شمال ووسط الصين، تايوان وشمال كوريا. في تايوان يتواجد (الاسم العلمي: A. altissima var. takanai) أيلنط باسق ضرب التاكاناي أما في الصين فإنه أصلي في كل المقاطعات بإستثناء غانسو وهيلونغجيانغ وهاينان وجيلين ونينغشيا وتشينغهاي وشينجيانغ والتبت.
هذه الشجرة تفضل التربة الرطبة والطفالية، ولكنها قابلة للتكيف مع مجموعة واسعة جدا من ظروف التربة وقيم درجة الحموضة. وهي لا تتواءم مع الجفاف ولا الفيضانات أو الظل العميق. في الصين، غالبا ما يتم العثور عليها في المناطق الغنية بالحجرالجيري. تتواجد شجرة السماء في مجموعة واسعة من الظروف المناخية. في موطنها الأصلي توجد على ارتفاعات عالية في تايوان، وعلى ارتفاعات أقل منها في البر الرئيسى للصين. في الولايات المتحدة، تتواجد الشجرة في المناطق القاحلة المتاخمة لمنطقة السهول الكبرى والمناطق الرطبة جدا في جبال الأبلاش الجنوبي والمناطق الباردة من جبال الروكي السفلى. فترات البرد الطويلة والغطاء الثلجي يسبب السقم للشجرة، على الرغم من أنها تقوم بإعادة الإنبات من الجذور.

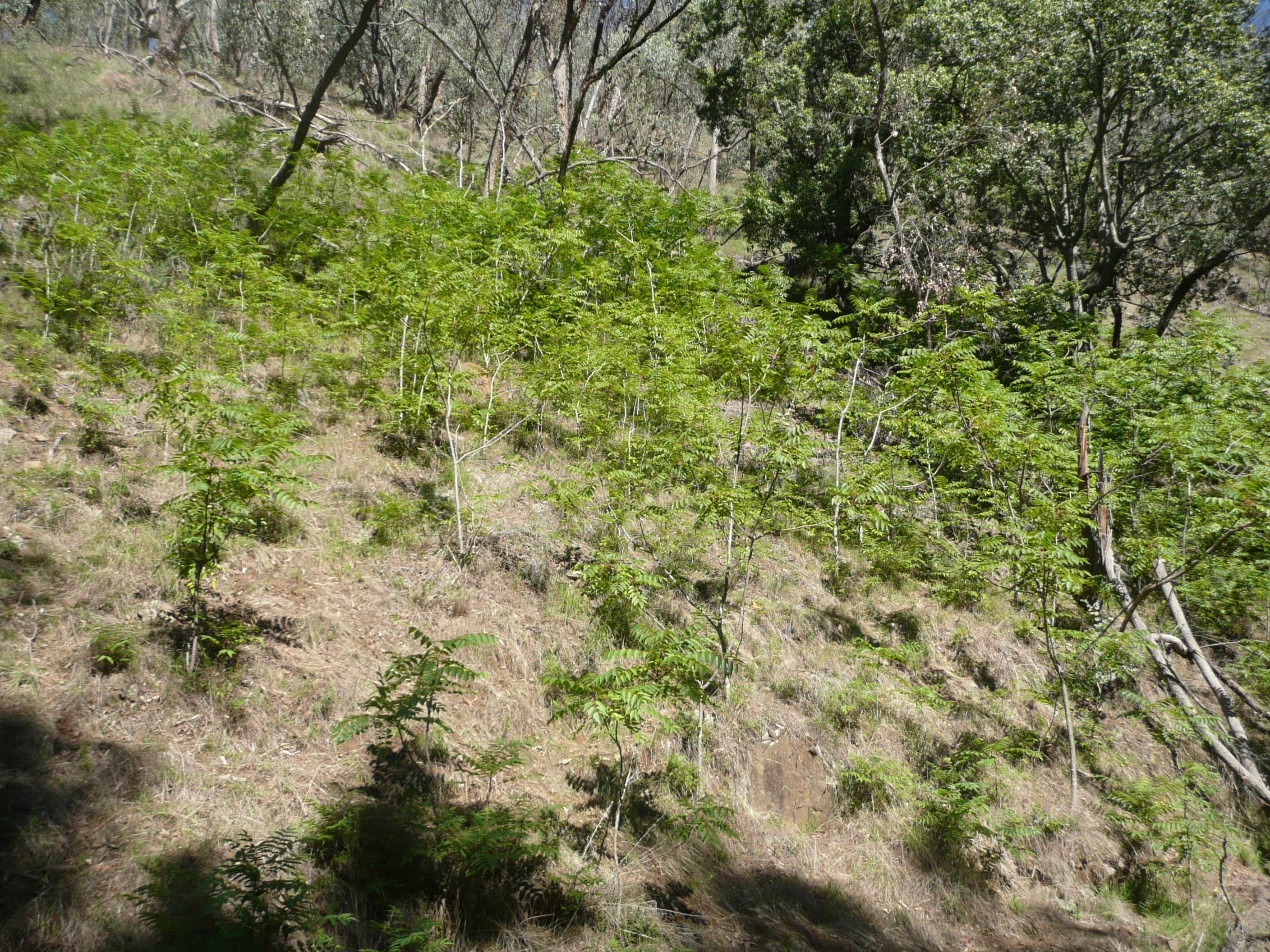
أيلنط باسق ينمو في أستراليا.

وكان أول انتشار للأيلنط الباسق خارج نطاق موطنه الأصلي هو إلى المناطق الجنوبية من كوريا وإلى اليابان. ومن الممكن أن تكون هذه الشجرة أصلية في هذه المناطق، ولكن من المتفق عليه عموما انه كانت منتشرة هناك منذ زمن مبكر جدا. في داخل الصين تم توطن هذا النبات إلى ما وراء نطاق موطنه الأصلي في مناطق مثل تشينغهاي ونينغشيا وشينجيانغ. في عام 1784، لم يمض وقت طويل بعد إرسال جوسيه البذور إلى إنجلترا، وأرسلت بعض البذور للولايات المتحدة من قبل ويليام هاملتون وهو بستاني في فيلادلفيا. سرعان ما أصبحت شجرة الزينة المفضلة للشارع في كل من أوروبا وأمريكا، وبحلول 1840 كانت متاحة في معظم المشاتل. أحضرت الشجرة بشكل منفصل إلى كاليفورنيا في 1890 من قبل المهاجرين الصينيين الذين جاءوا أثناء حمى البحث عن الذهب في كاليفورنيا. وقد تخطت نطاق الزراعة في جميع المناطق التي أدخلت إليها ولكن تجلى ذلك على نطاق واسع في الولايات المتحدة. [17] وقد توطن الأيلنط الباسق في معظم أنحاء أوروبا بما في ذلك ألمانيا  والنمسا وسويسرا ومنطقة بانونيا (أي جنوب شرق أوروبا من إيطاليا والمجر الجنوب إلى البوسنة والهرسك) ومعظم بلدان حوض البحر الأبيض المتوسط. في الجبل الأسود  وألبانيا  انتشر الأيلنط الباسق على نطاق واسع في كل من المناطق الريفية والحضرية في البداية باعتباره من نباتات الزينة ثم سرعان ما غزا النظم الإيكولوجية المحلية مع نتائج كارثية وأصبح الأنواع الغازية. كما تم إدخال الإيلنط إلى الأرجنتين  وأستراليا (حيث أُعلن في نيو ساوث ويلز وفيكتوريا كعشب ضار)  ونيوزيلندا (حيث هو مدرج تحت المعاهدة الوطنية للآفات النباتية ويصنف على أنه «كائن غير مرغوب فيه»)،  الشرق الأوسط وبعض بلدان جنوب آسيا مثل باكستان. في أمريكا الشمالية، يتواجد الأيلنط الباسق من ولاية ماساتشوستس في الشرق إلى جنوب أونتاريو في الغرب وجنوب غرب ولاية آيوا وجنوباً إلى ولاية تكساس وإلى شمال ولاية فلوريدا في الشرق. على الساحل الغربي يتم العثور عليه من نيومكسيكو غرباً إلى كاليفورنيا وواشنطن شمالاً. في الجزء الشرقي ينمو هذا النبات على نطاق واسع في المناطق المضطربة من المدن، حيث كان منذ زمن طويل من أشجار الشوارع المزروعة. وينمو أيضا على طول الطرق والسكك الحديدية. على سبيل المثال، وجدت دراسة أجريت عام 2003 في ولاية كارولينا الشمالية أن الأيلنط الباسق كان موجوداَ على 1.7٪ من جميع حواف الطرق السريعة والسكك الحديدية في الولاية وأنه تم توسيع نطاقها بمعدل 4.76٪ سنويا. وبالمثل، فأن دراسة أخرى أجريت في جنوب غرب ولاية فرجينيا وجدت أن شجرة السماء تزدهر على طول حوالي 30٪ من الطريق السريعة بين الولايات. في غرب أمريكا الشمالية تنتشر هذه الشجرة أكثر في المناطق الجبلية حول المساكن القديمة وعمليات التعدين المهجورة.
ما زالت شجرة السماء ضمن خيارات التشجير في عدد من دول العالم العربي، فهي مدرجة ضمن قوائم النباتات المتحملة لدرجات الحرارة المنخفضة والنباتات المقاومة للأدخنة والغبار ضمن دليل زراعة النباتات الملائمة لمشاريع التشجير في مناطق البيئة المختلفة في السعودية.

## البيئة
الإيلنط هو نبات انتهازي يزدهر في الأجواء المشمسة والمناطق المضطربة. وينتشر بقوة بواسطة البذور وخضريا بواسطة براعم الجذر، ويقوم بإعادة النمو بسرعة بعد القطع. وهو يعتبر شجرة غير محبة للظل ولا يمكن أن تنافس في حالات الإضاءة المنخفضة، على الرغم من انها وجدت في بعض الأحيان تتنافس مع الأخشاب الصلبة.

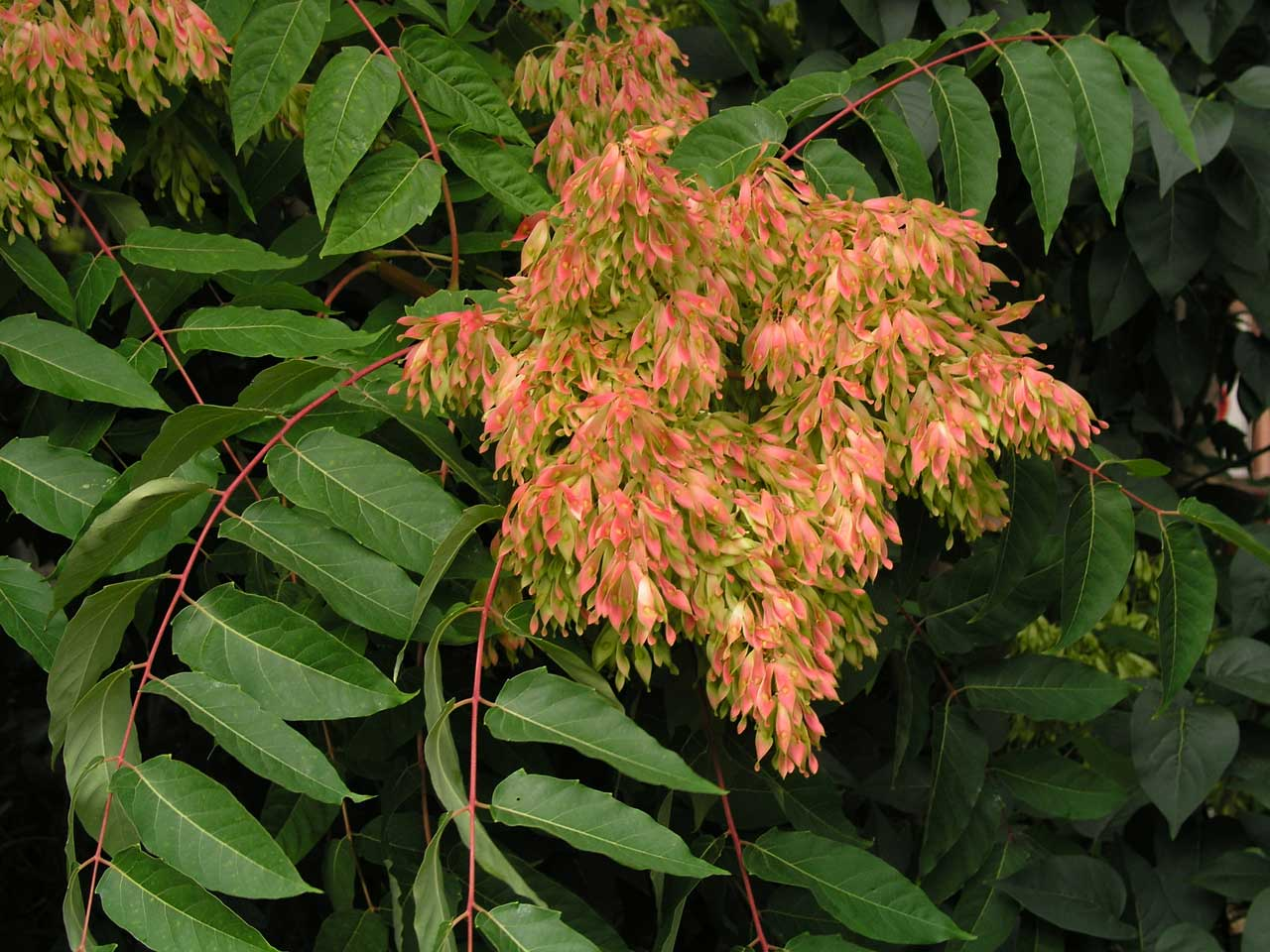
A female bearing a heavy load of seeds in بلد الوليد، إسبانيا

من ناحية أخرى، في دراسة عن نمو أشجار الأخشاب الصلبة مثل تنوب الشوكران في نيويورك وجدت أن الأيلنط الباسق كان قادراً على المنافسة بنجاح مع الأشجار الأصلية في الفجوات المظلة حيث لا يوجد سوى 2-15٪ من ضوء الشمس الكامل. نفس الدراسة تشير إلى أن هذه الشجرة تستخدم إستراتيجية نمو «فجوة إلزام» "gap-obligate" من أجل الوصول إلى ظلة الغابات، وهذا يعني أنها تنمو بسرعة خلال فترة قصيرة جداً بدلاً من النمو ببطء على مدى فترة طويلة. وهي شجرة قصيرة الأجل في أي مكان، ونادراً ما تعيش أكثر من 50 عاماً.
الأيلنط الباسق هو من بين أنواع الأشجار الأكثر تسامحاً مع التلوث بما في ذلك المتعلق بثاني أكسيد الكبريت، الذي يمتص في أوراقه. ويمكنه تحمل الغبار وأبخرة الأسمنت الناتجة عن عمليات قطران الفحم، وكذلك مقاومة التعرض للأوزون بشكل جيد نسبياً. وعلاوة على ذلك، تم العثور على تركيزات عالية من الزئبق تراكمت في أنسجة هذا النبات.
وقد استخدم الأيلنط الباسق في إعادة الغطاء النباتي إلى مناطق تصريف الحمض من المناجم، وقد ثبت أن هذه النبات يتسامح مع مستويات حموضة منخفضة تصل إلى 4.1 (مثل حموضة عصير الطماطم تقريباً). ويمكنه تحمل مستويات فوسفور منخفضة جداً ومستويات الملوحة العالية. وتتسامح هذه الشجرة مع الجفاف قوي نظراً لقدرتها على تخزين المياه على نحو فعال في نظام جذورها. وكثيراً ما يتم العثور عليه في مناطق حيث قليل من الأشجار يمكنها البقاء على قيد الحياة. الجذور عدوانية بما يكفي للتسبب بأضرار للمجاري والأنابيب الجوفية. يشكل الأيلنط الباسق غابة كثيفة في كثير من الأحيان على طول الطرق السريعة حيث ينحصر تواجد الأنواع الأخرى بأعداد قليلة، ويرجع ذلك إلى حد كبير إلى أنه ينتج السموم لمنع المنافسة.

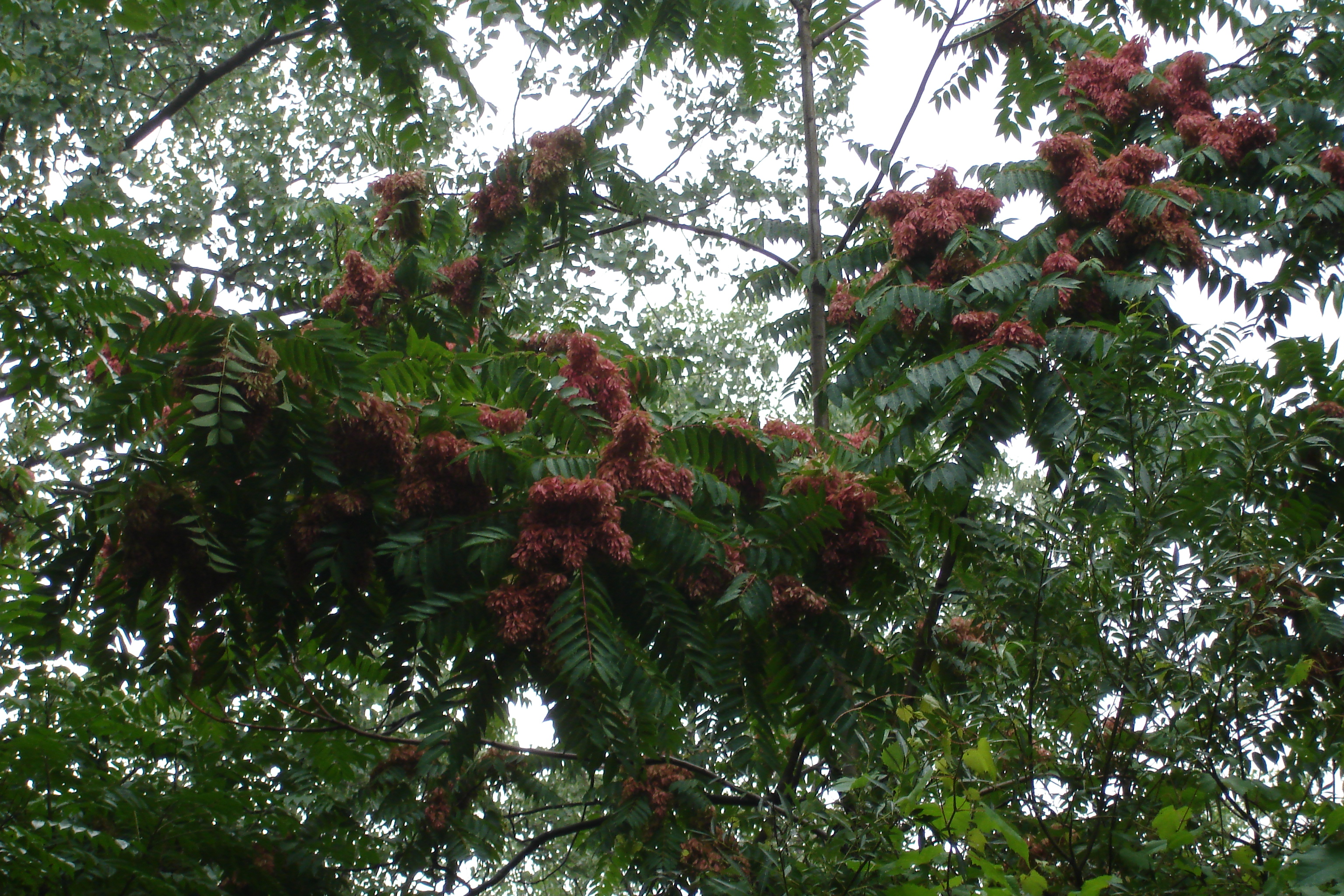
نمو شجرة أيلنط باسق أنثى في شيكاغو، إلينوي

الأيلنط الباسق ينتج مادة تضاد بيوكيميائي (بالإنجليزية: allelopathy)‏ مثبطة تسمى أيلنطون (بالإنجليزية: ailanthone)‏ التي تمنع نمو النباتات الأخرى. هذه المثبطات تكون أقوى في اللحاء والجذور، ولكن هي موجودة أيضاً في الأوراق والخشب وبذور نبات. وأظهرت إحدى الدراسات أن مادة مثبطة خام مستخرجة من لحاء الجذر قامت بتثبيط ما نسبته 50٪ من نمو عينة من نبات الرشاد المزروع (الاسم العلمي: Lepidium sativum) بمنع البذور من ال إنبات. نفس الدراسة قامت باختبار المستخرج باعتباره مبيداً للأعشاب على الرشاد المزروع والطنطور (الاسم العلمي:  Amaranthus retroflexus) وأبو طيلون ابن سينا (الاسم العلمي: Abutilon theophrastii) وذيل الثعلب الأزرق (الاسم العلمي: Setaria glauca) ودنيبة ساق الديك (الاسم العلمي: Echinochloa crusgalli) وضرب مستنبت من البازلاء (الاسم العلمي: Pisum sativum cv. Sugar Snap) وضرب مستنبت من الذرة (الاسم العلمي: Zea mays cv. Silver Queen). وأثبت المستخرج أنه قادر على قتل ما يقرب من 100٪ من الشتلات بإستثناء تلك الخاصة بنبات أبو طيلون ابن سينا الذي أظهر بعض المقاومة. وأظهرت تجربة أخرى أن ماءً مستخرجاً من هذه المادة الكيميائية كان إما قاتلاً أو مضراً بشدة إلى 11 من الأشجار الصلبة و 34 من ال الصنوبريات في أمريكا الشمالية وكان المران الأمريكي (الاسم العلمي: Fraxinus americana) هو النوع الوحيد الذي لم يتأثر سلباً. هذه المادة الكيميائية لم تؤثر على شتلات الأيلنط الباسق نفسها مما يشير إلى أن هذا النبات لديه آلية الدفاع  لمنع التسمم الذاتي (بالإنجليزية: autotoxicity)‏. وقد تبين أن مقاومة الأنواع النباتية المختلفة تزداد كلما زاد التعرض لهذه المواد المثبطة، وأن جمهرة النبات التي ليس لها سابق تعرض هي الأكثر عرضة للإبادة. وقد تبين أن البذور المنتجة من النباتات المعرضة تكون أكثر مقاومة من نظرائهم غير المعرضين.
الأيلنط الباسق هو الشجرة تنمو بسرعة جداً وربما هي الشجرة الأسرع نمواً في أمريكا الشمالية. ويعتبر النمو من 1-2 متر (3,3-6,6 قدم) سنوياً في السنوات الأربع الأولى عادياً. لكن الظل يعوق إلى حد كبير معدلات النمو. مع أن نمو الأشجار الأكبر سناً أبطأ بكثير ولكنه أسرع من لك بغيرها من الأشجار. الدراسات وجدت أن أشجار الأيلنط الباسق في كاليفورنيا هي أسرع نمواً من تلك في التي على الساحل الشرقي للولايات المتحدة. وتنمو الشجرة في أمريكا أسرع من نموها في الصين.
لم يعتبر الأيلنط الباسق من الأشجار المتوطنة في مدن شمال أوروبا إلا بعد الحرب العالمية الثانية. وقد يعزى ذلك إلى قدرة هذه الشجرة على استعمار مناطق أنقاض المباني المدمرة حيث معظم النباتات الأخرى لا تنمو. وبالإضافة إلى ذلك، فإن المناخات الصغرى الأكثر دفئاً في المدن تقدم موئلاً أكثر ملاءمة من المناطق الريفية المحيطة بها. على سبيل المثال، وجدت دراسة في ألمانيا أن الأيلنط الباسق ينمو في 92٪ من المناطق المأهولة بالسكان في برلين، و25٪ من ضواحيها و3٪ فقط من المناطق خارج المدينة تماماً. أما في مناطق أخرى من أوروبا فكان الحال مختلفة حيث أن المناخات أكثر اعتدالاً مما سمح لهذه الشجرة أن تزدهر. وقد استعمرت مناطق طبيعية في المجر على سبيل المثال واعتبرت تهديداً للتنوع البيولوجي في منطقة أغتيليك ناشيونال بارك.
هناك عدة أنواع من قشريات الجناح تستفيد من أوراق شجرة السماء كغذاء، بما في ذلك فراشة القمر الهندي (الاسم العلمي: Actias selene) وأبو دقيق الحشائش الأصفر (الاسم العلمي: Eurema hecabe). في أمريكا الشمالية الشجرة هو النبات العائل لدودة الأيلنط (الاسم العلمي: Atteva aurea) رغم أن فراشة القاقم (بالإنجليزية:  ermine moth)‏ هذه هي أصلية في أمريكا الوسطى وأمريكا الجنوبية وتتخذ في الأصل عوائل في أنواع أخرى في معظمها إستوائية من الفصيلة السيماروبية. في نطاقها الأصلي ترتبط شجرة الأيلنط الباسق مع ما لا يقل عن 32 نوعاً من المفصليات و13 نوعاً من الفطريات.
تقوم المؤسسات المعنية وملاك الأراضي باللجؤ إلى أساليب مختلفة للتحكم بانتشار شجرة الأيلنط الباسق وذلك بسبب نمط انتشارها المشابه لذلك الخاص بالأعشاب الضارة. على سبيل المثال، مدينة بازل في سويسرا لديها برنامج خاص لاستئصال هذه الشجرة. القضاء على هذه الشجرة هو من الصعوبة بمكان. هناك وسائل وتقنيات عدة للقضاء عليها تندرج ضمن عدة نطاقات منها المادية المباشرة (كالقطع مثلاً) ومنها الحرارية وبيولوجية وكيميائية والإدارية. ويمكن لمزيج متوافق من العديد من هذه التقنيات أو الوسائل أن يكون أكثر فعالية من استخدام تقنية أو وسيلة واحدة. لكل من هذه الوسائل له جوانب إيجابية وأخرى سلبية، ولكن النظام الأكثر فعالية عموماً هو خليط من الوسائل الكيميائية والسيطرة المادية. وهذا ينطوي على تطبيق مبيدات عشبية على الأوراق أو على القاعدة من أجل قتل الأشجار القائمة وقص الشتلات لمنع أي نمو جديد.

## القيمة الإقتصادية
تزرع هذه الشجرة لأغراض الزينة لجمال أوراقها وهي من أهم أشجار الشوارع التي تتحمل التلوث في المدن. وتستخدم لتثبيت الطرق وحفظ التربة من التعرية. الخشب قوي ثقيل الوزن سهل التشغيل لونه أصفر باهت يستخدم في صناعة القشرة والأبلاكاش والأثاث. كذلك وجد أن الزيوت العطرية المستخلصة من شجرة الأيلنط الباسق يمتلك فاعلية طاردة وقاتلة قوية ضد أربع حشرات رئيسة تصيب الحبوب المخزونة عن طريق الملامسة والتبخير.

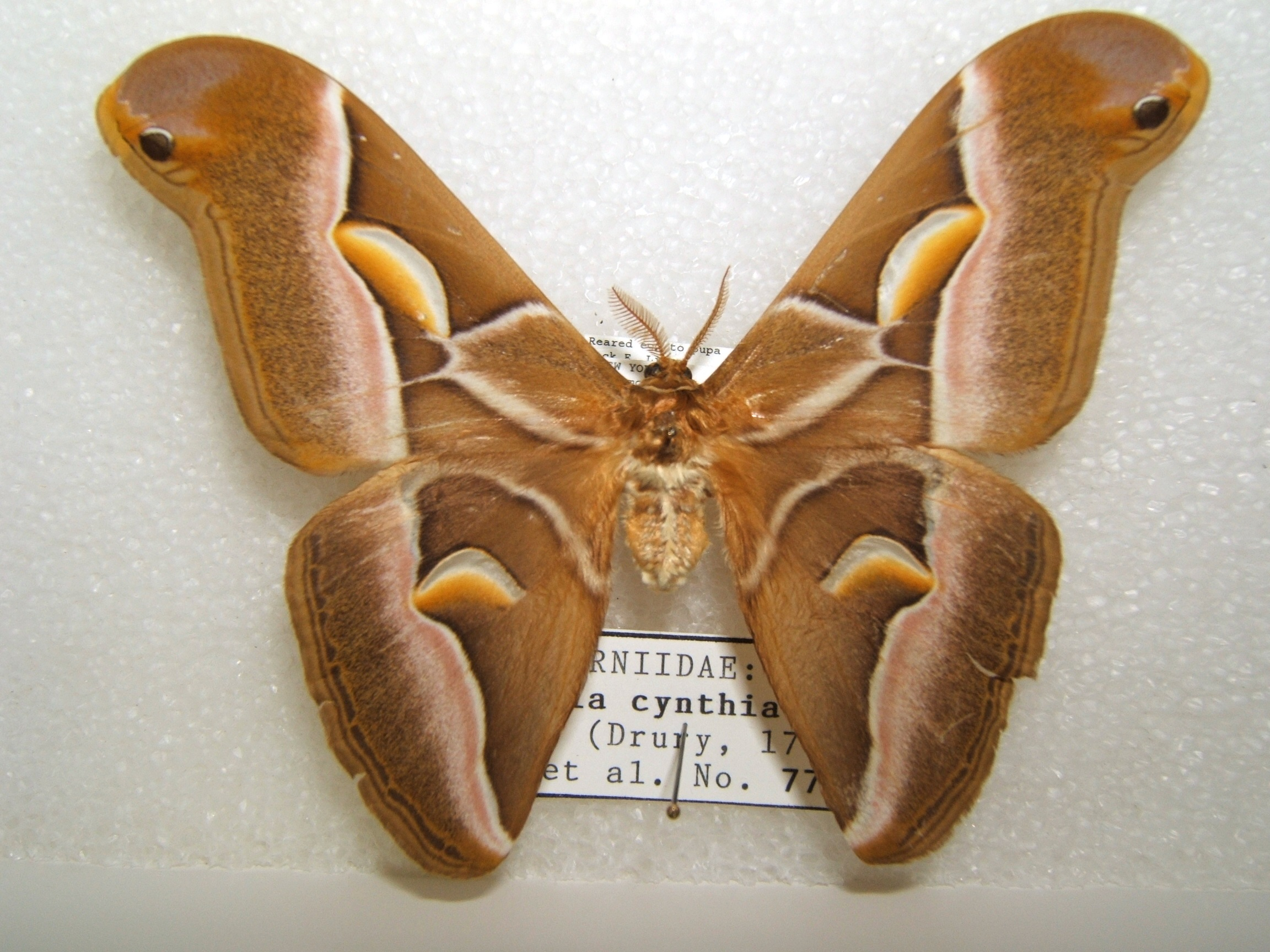
ذكر فراشة الأيلنط الحريرية من ضمن مجموعة حشرات في جامعة تكساس أيه أند أم

بالإضافة إلى استخدامه بمثابة نبات للزينة، يستخدم الأيلنط الباسق كمصدر للخشب وكنبات ذو خصائص طبية معينة وكنبات عائل لإطعام دودة فراشة الأيلنط الحريرية التي تنتج حرير أقوى وأرخص من ذلك الذي ينتج على التغذية بأوراق التوت لكنه أقل شأناً من ناحية درجة اللمعان والملمس ولا يمكن صباغه. هذا النوع من الحرير معروف تحت مسميات مختلفة مثل حرير بونجي وحرير أري وحرير شانتونغ والاسم الأخير متعلق بمقاطعة شاندونغ في الصين حيث غالباً ما يتم إنتاج هذا الحرير وعلى الخصوص في منطقة يانتاي من تلك المحافظة. وقد تم إدخال هذه العثة إلى الولايات المتحدة.

## الثقافة

### الصين
بالإضافة إلى الاستخدامات المختلفة، فقد كانت هذه الشجرة أيضا جزء من الثقافة الصينية لقرون عديدة وحققت في الآونة الأخيرة حالة مماثلة في الغرب. ضمن أقدم قاموس صيني معروف، ايريا، الذي كتب في القرن الثالث قبل الميلاد تم ذكر شجرة السماء الثانية بين قائمة من الأشجار. وقد ذكرت مرة أخرى في أقرباذين جمع أثناء حكم سلالة تانغ في 656 م. الاسم الصيني الحالي تشوتشون (بالصينية:臭椿) يعني «الربيع النتن»، وهي تسمية جديدة نسبياً. الناس الذين يعيشون بالقرب من أدنى النهر الأصفر تعرفها باسم «تشونشو» (بالصينية:椿树), وتعني «شجرة الربيع». وهو اسم ينبع من حقيقة أن شجرة السماء هي أخر الأشجار التي تخرج من السكون الشتوي، وعلى هذا النحو فإن خروج أوراقها يشير إلى أن فصل الشتاء قد انتهى حقاً.
في الأدب الصيني، كثيرا ما يستخدم الأيلنط الباسق لإستعارات متطرفة نوعاً ما، مثل أن الشجرة الناضجة تمثل الأب والجدعة تمثل الطفل المدلل. هذا يتجلى أحياناً عندما يعرب أحدٍ ما عن أطيب التمنيات إلى والد وأم أحد الأصدقاء في رسالة، حيث يمكن للمرء كتابة «أتمنى أن يكون الأيلنط وزنبق النهار الخاص بك بصحة جيدة وسعداء»، حيث الأيلنط هو إشارة مجازية للأب وزنبق النهار إشارة للأم. وعلاوة على ذلك، يمكن للمرء أن يأنب طفلاً ما بإطلاق عليه صفة «لا يصلح لشيء كجدعة أيلنط مبرعمة»، وهذا يعني أن الطفل غير مسؤول. هذا مستمد من مثل في أدب الفيلسوف الطاوي زهونجزي الذي أشار إلى «شجرة تنبت من برعم في جذعٍ مقطوع بشكل غير منتظم مما يجعلها غير صالحة للنجارة». وفي وقت لاحق ارتبطت هذا الشجرة مع شجرة السماء وتم تطبيق هذه الاستعارة على الأطفال الذين هم مثل براعم الجذع من الشجرة، لن يتطوروا إلى إنسان جدير بالاهتمام إذا كانوا لا يتبعون القواعد أو التقاليد.